# Pessebre monumental de Parets del Vallès
El pessebre monumental de Parets del Vallès és un esdeveniment de pessebrisme català de grans dimensions, amb una representació cristiana de la nativitat de Jesús que s'estructura sobre una gran taula i amb una exposició de diorames de la població on s'organitza anualment, Parets del Vallès.
És organitzat anualment per l'Agrupació Pessebrista de Parets, entitat cultural del municipi que cada any, abans de l'arribada de Nadal, construeix un pessebre sobre una taula de 230 m². La temàtica canvia cada any i s'intenta imitar la natura de poblacions properes, compte amb efectes de llum que fa una transició entre la nit i el dia, l'aigua és natural, així com alguns efectes especials fan que aquest pessebre el màxim realista possible, també s'encarreguen de fer el concurs de "pessebres familiars", on la gent del poble concursa per a veure qui fa el millor pessebre de l'any.
L'any 1996 va obtenir el rècord català del pessebre sobre taula més gran d'Espanya, quan va arribar als 280 metres quadrats. Així mateix, el pessebre monumental de Parets l'any 2004 va entrar en el llibre dels rècords Guinness com al pessebre més gran sobre taula d'Espanya: utilitzà més de 12.000 kg de sorra, 3.000 kg de pedres, 1.500 kg de suro, i més de 800 figures.